# Michał Oskierko

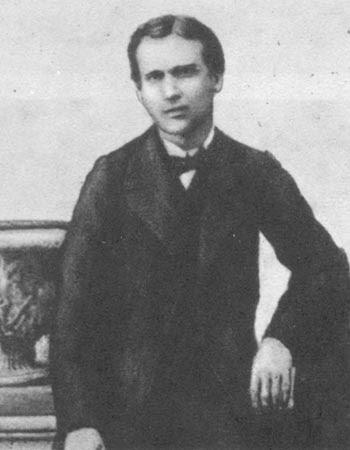
Michał Oskierko

Michał Oskierko (ur. w 1836 roku w Mińsku  – zm. 10 maja 1865 roku w Mohylewie) – komisarz powstańczy województw: mohylewskiego i mińskiego w czasie powstania styczniowego. 
Pochodził z rodziny szlacheckiej. Ukończył gimnazjum w Świsłoczy i Wydział Medyczny Uniwersytetu Moskiewskiego. Wykonywał zawód wolnego lekarza. Od 1862 roku pracował na terenie powiatów: sienneńskiego i oszmiańskiego. Po wybuchu powstania styczniowego wyjechał do Wilna, gdzie mianowany został komisarzem województwa mohylewskiego. Po rychłym upadku powstania w tym regionie uzyskał nominację na godność komisarza województwa mińskiego. Aresztowany został 4 listopada 1864 roku w czasie podróży koleją do Petersburga. W śledztwie odmówił składania wyjaśnień, ale jego rolę w powstaniu wydali jego współpracownicy, kiedy śledczy przekazali im nieprawdziwą informację o jego śmierci. 
Rozstrzelano go 10 maja (28 kwietnia starego stylu) 1865 roku w Mohylewie. Rodzina i przyjaciele zabiegali u Murawjowa o zmianę wyroku i uzyskano nawet jego obłudną zgodę. Odpowiedni dokument celowo dostarczono jednak do Mohylewa już po zaplanowanym terminie egzekucji.